# Stephan Bierling

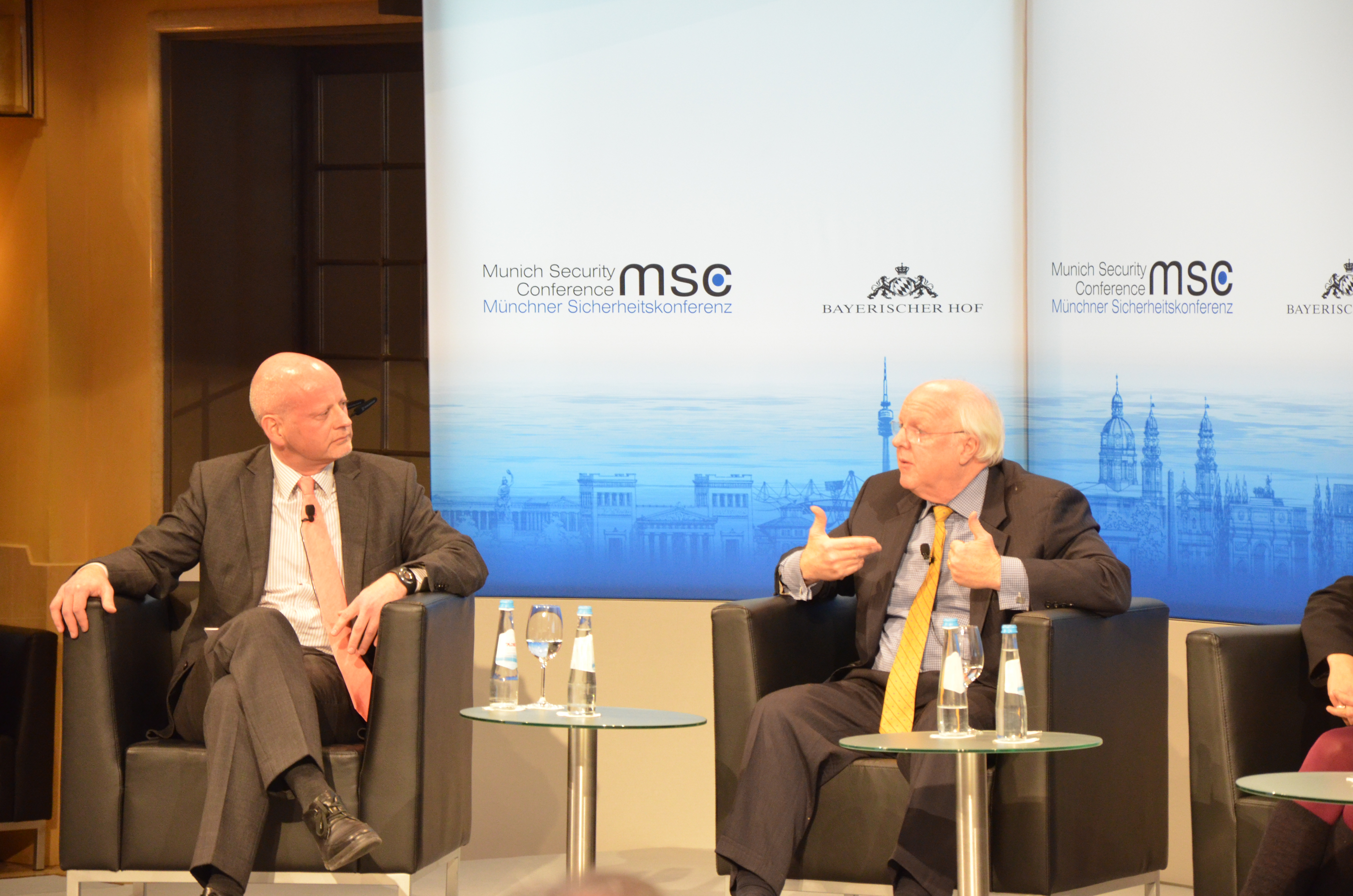
Stephan Bierling (links) auf der 50. Münchner Sicherheitskonferenz

Stephan Georg Bierling (* 27. März 1962 in Oberammergau) ist ein deutscher Politikwissenschaftler. Er lehrt seit 2000 als Professor für Internationale Politik an der Universität Regensburg und leitet die Professur für Internationale Politik und transatlantische Beziehungen.

## Leben und Wirken
Bierling studierte Politikwissenschaft und Geschichte an der Ludwig-Maximilians-Universität in München und wurde dort 1992 mit „summa cum laude“ von der Sozialwissenschaftlichen Fakultät promoviert und 1996 habilitiert. Von 1989 bis 1996 war er wissenschaftlicher Assistent und von 1996 bis 1999 Privatdozent am Geschwister-Scholl-Institut für Politische Wissenschaft in München. 
1999/2000 vertrat er eine Professur für Politikwissenschaft an der Universität Erlangen-Nürnberg. 
Stephan Bierling nahm außerdem Gastprofessuren an Universitäten in Südafrika (Fort Hare University, 1998), Israel (Hebräische Universität Jerusalem, 1999), den USA (Austin College/Texas, University of California/San Diego, 2003) und Australien (University of Newcastle, 2014) wahr. 2001 forschte er als German Marshall Fund Fellow am Pacific Council on International Policy an der University of Southern California in Los Angeles. Er war Beobachter bei der Münchner Sicherheitskonferenz und Mitglied des Bergedorfer Gesprächskreises von Altbundespräsident Richard von Weizsäcker. Vortragsreisen führten Bierling 2006, 2007 und 2009 an mehr als 20 Universitäten und Forschungseinrichtungen Chinas und Chiles.
Seit 2000 hat er die Professur für Internationale Politik und Transatlantische Beziehungen am Institut für Politikwissenschaft der Universität Regensburg inne. 2007/2008 war er Dekan der Philosophischen Fakultät III, von 2008 bis 2010 war er Prorektor für Studium und Lehre der Universität Regensburg. Im Rahmen der akademischen Selbstverwaltung war Bierling außerdem mehrmals Geschäftsführer des Instituts für Politikwissenschaft, Mitglied des Fachbereichsrats und Leiter von Berufungsausschüssen. 
Neben seiner Tätigkeit als Professor ist er seit 2009 Vertrauensdozent der Konrad-Adenauer-Stiftung für Universität und OTH Regensburg. Bierling war von 1986 bis 1990 selbst Stipendiat der Konrad-Adenauer-Stiftung (KAS). Seit 2017 ist er Mitglied der Leitung des Promotionskollegs Sicherheit und Entwicklung der KAS.
In der Lehre legt Bierling besonderes Gewicht auf internationale und praxisnahe Ausbildung und Lehrveranstaltungen in englischer Sprache. Jedes Semester lädt Bierling Wissenschaftler, Journalisten, Militärs, Diplomaten, Politiker und Vertreter von NGOs in seine Vorlesungen ein (bisher etwa 250), bei denen auch Gäste von außerhalb der Universität willkommen sind. U.a. waren drei US-Botschafter, drei britische Botschafter, sieben US-Generalkonsule und zwei ehemalige Bundesfinanzminister zu Gast. Seit 2000 organisiert Bierling alle vier Jahre eine öffentliche akademische Wahlparty zu den US-Präsidentschaftswahlen. Im Jahr 2016 und 2024 kamen 1700 Gäste aus Uni, Stadt und Region zu der Veranstaltung ins Audimax, 2020 folgten der coronabedingt über Zoom organisierten Wahlparty mehr als 700 Interessierte. 
Für seine Studenten organisiert er seit 1989 jedes Jahr eine zweiwöchige Summer School in Washington, D.C. zur amerikanischen Außenpolitik und seit 2005 die Teilnahme an der größten Simulationskonferenz der Welt, dem National Model United Nations in New York; seit 2007 gibt es das RegMUN, eine gemeinsam mit der Regensburger UN Society ausgerichtete Simulationskonferenz an der Universität Regensburg. Zudem richtete er seit 2000 zusammen mit der Hanns-Seidel-Stiftung jedes Jahr internationale, mehrtägige Konferenzen an der Universität Regensburg aus. 2015 verfasste er für den NSA-Untersuchungsausschuss des Deutschen Bundestages ein Gutachten über die australischen Reaktionen auf die Snowden-Enthüllungen, 2024 war er Sachverständiger im Auswärtigen Ausschuss zur Reform der UN. Bierling berät Politik, Verwaltung und Wirtschaft.
Bierlings Forschungsschwerpunkte sind die transatlantischen Beziehungen, die Innen- und Wirtschaftspolitik der USA, die amerikanische und deutsche Außenpolitik und Fragen der internationalen Wirtschaft. Dazu veröffentlichte Bierling 13 Monographien und mehr als 50 Aufsätze. Zuletzt erschienen von ihm der Spiegel-Bestseller "America First. Donald Trump im Weißen Haus. Eine Bilanz" (C.H. Beck, 3. Aufl. 2020) und die "Unvereinigten Staaten. Das politische System der USA und die Zukunft der Demokratie" (C.H. Beck, 3. Auflage 2025). Bierling ist ein gefragter Redner und hat in den vergangenen 30 Jahren mehr als 600 Vorträge außerhalb der Universität gehalten: bei Amerikainstituten, Fortbildungseinrichtungen für Lehrer und politisch Interessierte, Volkshochschulen, Gymnasien und FOS/BOS, IHKs, politischen Stiftungen, in Theatern, Buchhandlungen, bei Science Slams und Stammtischen, bei Unternehmen, Banken und Verbänden, zuletzt auch via Video-Stream und Podcast. Seit 2021 moderiert er abwechselnd mit Gerlinde Groitl jeden dritten Mittwoch im Monat den Video-Podcast "Fokus Sicherheitspolitik", den die Thomas-Dehler/Friedrich-Naumann-Stiftung organisiert. 
Stephan Bierling ist ein überzeugter Befürworter von Studiengebühren. In mehreren Interviews hat er sich für deren Beibehaltung in Bayern ausgesprochen. In einem Interview, das er der englischen Zeitung Times Higher Education gab, erklärte er, dass die deutsche Gesellschaft Studienbeiträge mehrheitlich ablehne, weil sie soziale Gleichheit für wichtiger halte als leistungsfähige und unabhängige Universitäten. Politiker würden diese Fehleinschätzung aus wahltaktischen Gründen unterstützen.
Als Analyst der US-Innen-, Wirtschafts- und Außenpolitik sowie globaler Ordnungsfragen ist er oft auch in deutschen und internationalen Zeitungen (u. a. Neue Zürcher Zeitung, Cicero, Frankfurter Allgemeine Zeitung, Süddeutsche Zeitung, Die Zeit, Die Welt, International Herald Tribune, Handelsblatt) sowie in Rundfunk und Fernsehen vertreten (u. a. ARD, ZDF, Phoenix, Bayerischer Rundfunk, Schweizer Radio DRS, Österreichischer Rundfunk), denen er mehr als 500 Interviews gab. 2015 war und seit 2020 ist er TV-Kommentator für die Münchner Sicherheitskonferenz.

## Auszeichnungen
- Ludwig-Erhard-Förderpreis für Wirtschaftspublizistik (1996)
- Preis für gute Lehre des Freistaats Bayern (2003)
- Zweiter Platz bei der Wahl zum „Professor des Jahres“ der Zeitschrift UNICUM BERUF in der Kategorie Geistes-, Kultur- und Sozialwissenschaften (2008 und 2010)
- Erster Platz bei der Wahl zum „Professor des Jahres“ der Zeitschrift UNICUM BERUF in der Kategorie Geistes-, Kultur- und Sozialwissenschaften (2013)[4]

## Publikationen (Auswahl)
- Die Unvereinigten Staaten. Das politische System der USA und die Zukunft der Demokratie. C. H. Beck, München 2024, ISBN 978-3-406-82159-2.
- America First. Donald Trump im Weißen Haus. Eine Bilanz. C. H. Beck, München 2020, ISBN 978-3-406-75706-8
- Nelson Mandela. Rebell, Häftling, Präsident. C.H. Beck, München 2018, ISBN 978-3-406-72143-4.
- Vormacht wider Willen. Deutsche Außenpolitik von der Wiedervereinigung bis zur Gegenwart. C.H. Beck, München 2014, ISBN 978-3-406-66766-4.
- Nelson Mandela, München: C.H. Beck, München 2012, ISBN 978-3-406-63320-1.
- Geschichte des Irakkriegs. Der Sturz Saddams und Amerikas Albtraum im Mittleren Osten. C.H. Beck, München 2010, ISBN 	978-3-406-60606-9.
- Die Huckepack-Strategie. Europa muss die USA einspannen. Ein Standpunkt von Stephan Bierling.  Edition Körber-Stiftung, Hamburg 2007, ISBN 978-3-89684-132-2.
- Geschichte der amerikanischen Außenpolitik von 1917 bis zur Gegenwart. 3. Auflage, C.H. Beck, München 2007, ISBN 978-3-406-49428-4.
- Kleine Geschichte Kaliforniens. C.H. Beck, München 2006, ISBN 978-3-406-54143-8.
- Die Außenpolitik der Bundesrepublik Deutschland. Normen, Akteure, Entscheidungen. 2. Auflage,  Oldenbourg, München/Wien 2005, ISBN 978-3-486-57766-2.
- Partner oder Kontrahenten? Präsident und Kongress im aussenpolitischen Entscheidungsprozess der USA (1974 - 1988). Land, Frankfurt am Main/Bern/New York/Paris 1992, ISBN 978-3-631-44898-4 (zugleich Dissertationsschrift, Universität München 1991).
- Der Nationale Sicherheitsberater des amerikanischen Präsidenten. Anatomie und Hintergründe einer Karriere (1947 - 1989). Land, Frankfurt am Main/Bern/New York/Paris 1990, ISBN 978-3-631-41973-1.